# Naoto Hori
Naoto Hori (jap. 堀 直人, Hori Naoto; * 28. November 1964 in der Präfektur Kanagawa) ist ein ehemaliger japanischer Fußballspieler.

## Karriere
Hori erlernte das Fußballspielen in der Schulmannschaft der Atsugi High School und der Universitätsmannschaft der Waseda-Universität. Seinen ersten Vertrag unterschrieb er 1986 bei All Nippon Airways. Der Verein spielte in der zweithöchsten Liga des Landes, der Japan Soccer League Division 2. 1987/88 wurde er mit dem Verein Meister der Division 2 und stieg in die Division 1 auf. 1988/89 wurde er mit dem Verein Vizemeister der Division 1. Mit Gründung der Profiliga J.League 1992 und der damit verbundenen Neuorganisation des japanischen Fußballs wurde All Nippon Airways zu den Yokohama Flügels. 1993 gewann er mit dem Verein den Kaiserpokal. Ende 1993 beendete er seine Karriere als Fußballspieler.

## Erfolge
All Nippon Airways/Yokohama Flügels
- Japan Soccer League

Vizemeister: 1988/89
- Kaiserpokal

Sieger: 1993